# 長須狹鼻鯰
長須狹鼻鯰，為輻鰭魚綱鯰形目毛鼻鯰科狹鼻鯰屬的一種熱帶淡水魚，分布於南美洲巴西帕拉亞馬遜河下游流域，體長可達1.9公分，棲息在底層水域。